# قائمة شركات التأمين الفلسطينية
هذه قائمة بشركات التأمين الرئيسية المٌدرجة في سوق فلسطين للأوراق المالية
| رمز الشركة | اسم الشركة                          | اسم التداول    | القطاع  | ملاحظات | مصادر |
| ---------- | ----------------------------------- | -------------- | ------- | ------- | ----- |
|            | شركة تمكين للتأمين                  | TPIC           | التأمين |         |       |
|            | شركة التأمين الوطنية                | الوطنية        | التأمين |         |       |
|            | شركة المشرق للتأمين                 | المشرق للتأمين | التأمين |         |       |
|            | شركة ترست العالمية للتأمين          | ترست           | التأمين |         |       |
|            | الشركة العالمية للتأمين التعاوني    | العالمية       | التأمين |         |       |
|            | شركة فلسطين للتأمين                 | فلسطين للتأمين | التأمين |         |       |
|            | الشركة الأمريكية للتأمين على الحياة | أليكو          | التأمين |         |       |
|            |                                     |                |         |         |       |